# Lista de fundadores do Partido da Social Democracia Brasileira
Abaixo consta a lista de fundadores do Partido da Social Democracia Brasileira (PSDB). A relação está baseada na ata da reunião realizada em 24 e 25 de junho de 1988 pelo partido.
Como parte dos atos de fundação do partido foi constituída a Comissão Diretora Nacional Provisória integrada por onze membros, que decidiu adotar um sistema de rodízio para a presidência do partido. Como primeiro tucano a ocupar o cargo foi escolhido o senador Mário Covas, que seria seguido pelo senador José Richa, pelo senador Fernando Henrique Cardoso e pelo ex-governador Franco Montoro. Para o posto de primeiro secretário-geral foi escolhido o Dep. Euclides Scalco e para o de tesoureiro o deputado federal Jayme Santana. Na mesma ocasião foi aprovada a constituição de Comissões Diretoras Regionais Provisórias em São Paulo, Paraná, Santa Catarina, Rio Grande do Sul, Minas Gerais, Rondônia, Pernambuco, Paraíba e no Distrito Federal.
| Membro fundador                          | UF |
| ---------------------------------------- | -- |
| Almir José de Oliveira Gabriel           | PA |
| André Franco Montoro                     | SP |
| Célio de Castro                          | MG |
| João Gaspar Rosa                         | SC |
| Pompeu de Sousa                          | DF |
| Ricardo Furlan Rodrigues                 | SP |
| Milton Pereira                           | SP |
| Luiz Eduardo Caminha                     | SC |
| José Freitas Nobre                       | SP |
| Luiz Carlos Bresser Pereira              | SP |
| Neylor José Toscan                       | PR |
| Fábio Feldmann                           | SP |
| Guiomar Namo de Mello                    | SP |
| Ruyter Vieira Poubel                     | RJ |
| Renildo Soares Vilar                     | MG |
| Ronaldo de Azevedo Carvalho              | MG |
| Francisco das Chagas Caldas Rodrigues    | PI |
| Paulo de Tarso Tavares Silva             | PI |
| Claudio de Sena Martins                  | SP |
| Antonio Perosa                           | SP |
| Sérgio Longman                           | PE |
| José Cruz Macedo                         | DF |
| Geraldo Alckmin                          | SP |
| Luiz Benedicto Máximo                    | SP |
| Ester Monteiro da Silva                  | RJ |
| Dirce Tutu Quadros                       | SP |
| Antonio Rubens Costa de Lara             | SP |
| Gilda Figueiredo Portugal Gouvêa         | SP |
| Saulo Queiroz                            | MS |
| Vanderlei Macris                         | SP |
| Ruth Corrêa Leite Cardoso                | SP |
| Ziza Valadares                           | MG |
| Waldir Alceu Trigo                       | SP |
| Camillo Calazans de Magalhães            | DF |
| Nelton Friedrich                         | RS |
| Afonso Arinos de Melo Franco             | RJ |
| José Lucena Dantas                       | DF |
| Robson Marinho                           | SP |
| Antonio Carlos Tonca Falseti             | SP |
| Therezinha Marcolin Scalco               | PR |
| Rose de Freitas                          | ES |
| José Ignácio Ferreira                    | ES |
| José Carlos Grecco                       | SP |
| Koyu Iha                                 | SP |
| Carlos Cotta                             | MG |
| Cássio Gonçalves                         | MG |
| Artur da Távola                          | RJ |
| Sílvio Abreu                             | MG |
| Paulo Lacerda                            | DF |
| Deni Lineu Schwartz                      | PR |
| Fernando Leça                            | SP |
| Vera Lucia Barreto Moreira               | DF |
| Euclides Scalco                          | PR |
| Mauro Campos                             | MG |
| Vicente Joaquim Bogo                     | RS |
| Vasco Alves                              | ES |
| Caio Pompeu de Toledo                    | SP |
| Maria do Carmo Piunti                    | SP |
| Hermes Zaneti                            | RS |
| Renato Arcanjo Votto de Oliveira         | RS |
| Moema São Thiago                         | CE |
| João Bastos Soares                       | SP |
| Maria da Glória da Veiga Moura           | DF |
| José Guedes                              | RO |
| José Oliveira Costa                      | AL |
| Virgildásio de Sena                      | BA |
| Maria de Lourdes Abadia                  | DF |
| Jayme Santana                            | MA |
| Joaquim dos Santos Andrade               | SP |
| Márcio Lemos Soares Maia                 | MG |
| Ana Maria Rattes                         | RJ |
| Volnei Garrafa                           | DF |
| Octávio Elísio Alves de Brito            | MG |
| Sérgio Roberto Vieira da Motta           | SP |
| Eduardo Jorge Caldas Pereira             | DF |
| José Richa                               | PR |
| José Roberto Magalhães Teixeira          | SP |
| Maria Delith Balaban                     | DF |
| Cristina Tavares                         | PE |
| Eliezer Rizzo de Oliveira                | SP |
| Sergio de Otero Ribeiro                  | DF |
| Pimenta da Veiga                         | MG |
| Amarilio Proença de Macedo               | CE |
| Francisco Mariano da Rocha de Souza Lima | DF |
| Fernando Henrique Cardoso                | SP |
| Clóvis de Barros Carvalho                | SP |
| Valter Rodrigues Veloso                  | DF |
| Mário Covas                              | SP |
| José Maria Guimarães Monteiro            | SP |
| José Aristides de Moraes Filho           | DF |
| Sigmaringa Seixas                        | DF |
| Odaisa Fernandes Ferreira                | RO |
| João Gilberto Lucas Coelho               | RS |
| José Edgard Amorim Pereira               | MG |
| Ecléa Terezinha Fernandes                | RS |
| José Serra                               | SP |
| Raymundo Theodoro Carvalho de Oliveira   | RJ |
| Geraldo Campos                           | DF |
| José Afonso da Silva                     | SP |
| Heloneida Studart Soares                 | RJ |
| Tomaz Gilian Deluca Wonghon              | RS |
| Francisco de Assis Küster                | SC |
| Maria Laura de Souza Carneiro            | RJ |
| José Duval Guedes Freitas                | RJ |
| Ronaldo Cezar Coelho                     | RJ |
| José Roberto Bassul Campos               | DF |
| Maria Silvia Elias Lauandos              | SP |
| Beth Azize                               | AM |
| Juarez Marques Batista                   | MS |
| Tercília Maria M. Xavier                 | RS |
| Vilson Luiz de Souza                     | SC |
| Leonardo Nunes da Cunha                  | MS |
| Renan Calheiros                          | AL |
| Antonio Carlos Mendes Thame              | SP |
| Carlos Heitor Pioli                      | MG |
| Carlos Antonio Costa Brandão             | BA |
| Humberto Costa Brandão                   | BA |
| Carmelito Barbosa Alves                  | BA |